# Régie publicitaire
 (février 2025).
Si vous disposez d'ouvrages ou d'articles de référence ou si vous connaissez des sites web de qualité traitant du thème abordé ici, merci de compléter l'article en donnant les références utiles à sa vérifiabilité et en les liant à la section « Notes et références ».
Une régie publicitaire est une entreprise qui met en relation des annonceurs souhaitant diffuser des publicités et des entreprises de média qui souhaitent mettre à disposition des espaces publicitaires, valorisant ainsi leur audience. C'est un intermédiaire représentant les entreprises vendant des espaces publicitaires.

## Généralités
La fonction principale d'une régie publicitaire est d'agréger l'espace publicitaire de divers éditeurs de médias et de le remplir avec les publicités d'annonceurs intéressés par leur audience.
Historiquement, en France, les première régies prennent la forme d'agences. Elles apparaissent au milieu du règne de Louis-Philippe, par exemple l'Agence de publicité Dollingen (1841) puis la Compagnie générale d'annonces (1845).
Le terme « régie publicitaire » en lui-même est neutre en termes de type de média. Il est ainsi possible de regrouper leur activité dans deux catégories :
- l'une sous forme dématérialisée par exemple dans les médias comme la télévision, la radio ou encore le cinéma, mais aussi sur les appareils numériques que ce soit sur des sites web, sur des applications (smartphone, tablette tactile, etc.) ;
- la seconde catégorie regroupe l'ensemble des supports matériels avec par exemple la presse écrite (journaux, magazines, etc.), les panneaux d'affichages en extérieur ou dans les transports publics (métro, bus, etc.), les annuaires papiers, etc.

### Types
Les principales régies publicitaires sont souvent classées :
- en fonction du média sur lequel elles travaillent (TV, presse, radio, affichage, cinéma, Web, média tactique) ;
- en fonction de leur chiffre d'affaires annuel.

### Régies internes et externes
Une régie peut être interne ou externe, ou les deux :
- une régie interne ne va vendre que les espaces publicitaires des médias qu'elle édite ;
- une régie externe ne vend que des espaces publicitaires, sans être apparentée à une entreprise éditant elle-même des sites internet.

## Publicité sur le Web
La plupart des grandes régies publicitaires sur Internet vendent à la fois l'espace publicitaire des sites web édités par leur maison mère, mais aussi l'espace publicitaire de sites qui sont soit en affinité avec le thème de la régie, soit dont l'audience permet à la régie de se placer parmi les premières en termes d'audience.
Atteindre les premières places du classement en termes d'audience est capital pour une régie publicitaire, les plus gros budgets publicitaires étant gérés par une poignée d'agences d'achat d'espace, celles-ci limitant souvent la diffusion des campagnes publicitaires aux sites édités par les plus grosses régies, en termes d'audience.
En complément des régies web dites « classiques », de nouveaux formats font leur apparition avec un système de « péage publicitaire » (incentive), qui propose des vidéos publicitaires à regarder avant d'accéder à du contenu web, ou encore les offres au « Lead » (performance, contact commercial) qui permettent via un algorithme d'afficher sur les sites des publicités ciblées sur le contenu de la page.